# Shadowrun (videojuego de 1993)
Shadowrun es un videojuego de acción y rol de fantasía cyberpunk para Super Nintendo Entertainment System, adaptado del juego de rol de mesa Shadowrun hecho por FASA. El videojuego fue desarrollado por la compañía australiana Beam Software y lanzado por primera vez en 1993 por Data East.
El juego está basado libremente en la novela Never Deal with a Dragon del cocreador de Shadowrun, Robert N. Charrette, y situado en el año 2050. El jugador asume el papel de Jake Armitage, un hombre que sufre de amnesia luego de haber sido gravemente herido por asesinos. La trama sigue a Jake quien intenta descubrir su propia identidad y la de la figura misteriosa que lo quiere muerto, y finalmente completar su misión. Shadowrun Returns, juego de Harebrained Schemes de 2013, enlaza las historias de este juego y Shadowrun para Sega Genesis.
El proyecto para adaptar Shadowrun a la Super NES tuvo una historia turbulenta entre 1989 y 1993, incluyendo una pausa a mediados del desarrollo antes de ser resumido a finales de 1992 con un plazo ajustado. Su diseñador en jefe fue Paul Kidd, creador de Nightshade, un juego de Beam Software de 1992 cuyos elementos y sensación fueron traídos a Shadowrun por Paul. El juego fue un éxito de la crítica, ganando un número de premios de la industria, pero, sin embargo, fue un fracaso comercial. Fue aclamado retrospectivamente por varias publicaciones como un hito «adelantado a su época» en la historia del género de rol para las consolas, y acreditado por haber sido pionero en el estilo del cine negro en los videojuegos.

## Jugabilidad
Shadowrun es un juego de rol de acción (RPG) que combina el factor estadístico del juego de mesa original (con cambios menores) con jugabilidad en tiempo real. El jugador recibe el control directo del protagonista Jake y podrá moverlo usando la cruceta dentro del mundo isométrico del juego. Un cursor permite al jugador realizar diferentes acciones en pantalla que incluyen abrir puertas y pasadizos, examinar y recolectar objetos, participar en una conversación con personajes no jugables (NPC), y utilizar comandos de armas y magia durante el combate.
En la interacción con otros personajes, Shadowrun permite al jugador obtener información por medio de un banco de términos. Cada vez que Jake oye un término nuevo e inusual, esta palabra es resaltada y luego añadida al banco que podrá usar; a partir de ese punto, cuando se hable con los NPC, Jake será capaz de preguntarles acerca de la nueva palabra; solo de esta forma el jugador podrá progresar dentro del juego. Como el título del juego lo insinúa, Jake es un «shadowrunner», un personaje de tipo mercenario común en el mundo de Shadowrun. El jugador tendrá la opción de contratar otros shadowrunners como esbirros con «nuyen», la moneda dentro del juego que también puede usarse para comprar armas y ciertos ítems clave esparcidos por varias ubicaciones.
El combate dentro de Shadowrun a menudo requiere de reflejos agudos, ya que prácticamente en cada pantalla hay asesinos escondidos que, desde ubicaciones al azar, le dispararán a Jake; el jugador deberá escapar o, en su defecto, encontrar inmediatamente la fuente del ataque y contraatacar. Los enemigos suelen soltar nuyen al ser vencidos, mientras que, al mismo tiempo, Jake acumulará «karma». Si el jugador se va a la cama para restaurar su salud y guardar su progreso, el karma podrá repartirse en atributos, habilidades y poderes mágicos diferentes.
En ciertos puntos en el juego, Shadowrun permitirá al jugador entrar al ciberespacio. Utilizando un ítem llamado «cyberdeck», Jake es capaz de hackear computadoras para obtener información, al igual que ganar más nuyen. Durante dichas escenas, la jugabilidad cambiará a una perspectiva vista desde arriba, mientras que un ícono de Jake se moverá por medio del ciberespacio, luchando contra los programas de intrusión, y tomando la información. Si Jake muere en el ciberespacio, también morirá en el mundo exterior.
Mientras que el entorno y muchos de los elementos de jugabilidad son tomados de la variante original en papel y pluma, ciertos elementos de la jugabilidad han sido modificados. Un ejemplo es que el «monitor de condición» ha sido reemplazado con un sistema más tradicional de puntos de vida, y la eliminación de la mecánica de la «esencia», que decrece cuando se instala el cyberware. Esto reduciría la capacidad del personaje de usar magia, ya que la instalación de cyberware hace que alguien esté menos vivo y, por consiguiente, menos en sintonía con la magia.

## Trama
Shadowrun es una adaptación del juego de rol de mesa del mismo nombre hecho por FASA. El argumento del videojuego está basado libremente en la primera novela de Shadowrun, Never Deal with a Dragon, escrita por Robert N. Charrette. La narrativa empieza en Seattle, Washington, en el año 2050, donde se ve al protagonista Jake Armitage siendo tiroteado en la calle. Una figura vulpina corre a su lado y se la ve lanzándole un hechizo a Jake antes de irse apresuradamente cuando los médicos llegan a la escena. Jake se despierta en una morgue con pérdida de memoria. De pronto se le acerca «Dog», un tótem chamanista que le da una advertencia antes de desaparecer.
El resto de la historia trata de investigar los eventos que llevan al tiroteo de Jake, descubrir la identidad de la figura que lo salvó, al igual que la persona que ordenó su asesinato, un misterioso criminal llamado «Drake». Gran parte de la información se encuentra conectando fragmentos de información encontrados al hackear varios sistemas de computadora protegidos. A lo largo del camino, se topará con bandas, criminales, y criaturas despertadas mágicamente, mientras se encuentra amenazado constantemente por asesinos a sueldo. Jake también descubre y desarrolla sus propias habilidades mágicas. Además del espíritu tótem, sus únicos aliados son los servicios contratados de los shadowrunners. Se revelará finalmente que Jake es un mensajero de datos que se encontraba llevando un programa en una computadora dentro de su cerebro. El programa fue diseñado para destruir a una inteligencia artificial malévola, a la cual la corporación Aneki intenta proteger. La compañía recibe la ayuda de Drake, quien resulta ser un dragón y la mente maestra detrás de la trama.

## Desarrollo
La tarea de desarrollar una adaptación de Shadowrun para la Super NES por el equipo desarrollador australiano Beam Software comenzó cuando Adam Lanceman, parte del equipo directivo de la compañía, adquirió la licencia del RPG de mesa de FASA de 1989. El proyecto fue dirigido inicialmente por Gregg Barnett hasta que abandonó abruptamente Beam en medio del desarrollo del juego para fundar Perfect Entertainment en el Reino Unido. La producción del juego fue detenida por Beam, pero finalmente resumió antes de su fecha límite.
Tras ser contratado por la compañía matriz de Beam, Melbourne House, el escritor de fantasía y ciencia ficción Paul Kidd rápidamente tomó el lugar de Barnett como diseñador en jefe. De acuerdo con Kidd, el plazo para terminar Shadowrun dado por el distribuidor Data East era muy corto, forzando al equipo a completar la producción entre cinco y seis meses. Siendo un jugador de rol ávido, Kidd ya se encontraba familiarizado con la licencia de Shadowrun, pero tuvo que utilizar el argumento que ya se le había aprobado a su predecesor. Los aspectos del juego de acción y aventura previo de Beam, Nightshade, para el cual Kidd había sido escritor, director y diseñador en jefe, fueron usados como base para Shadowrun; componentes específicos del cine negro tales como «ciudades oscuras, intercambios con mucho diálogo, y toques de humor» fueron adaptados directamente del juego anterior a este último. Para coincidir con la última de estas cualidades, Kidd y el programador Jeff Kamenek alteraron el tono original «serio» de Shadowrun reemplazando porciones del guion y el arte con elementos más cómicos. De acuerdo con Kidd, «hicimos mejoras y cambios, pero los conceptos básicos quedaron prácticamente iguales [a los de Nightshade]».
La imagen ROM de la primera versión de Shadowrun contiene un guion mucho más crudo, con frases más sexualmente sugestivas y violentas. Por ejemplo, una línea fue cambiada de «tipos de la morgue» a «tipos chop chop». El distribuidor del juego prefirió la versión menos seria para el lanzamiento comercial, provocando indignación y conflicto entre Kidd y otros miembros del equipo de Beam. Kidd recordó que: «Beam Software era un manicomio, un pozo ciego de mal karma y malas vibraciones. La guerra estaba llegando al nivel de los disparos; los creadores de la vieja escuela que solo querían hacer buenos juegos estaban siendo aplastados por una ola de toros empresariales. Ya no era más una "colaboración creativa" de ningún tipo; eramos "nosotros" y "ellos". La gente se estaba sintiendo creativa y emocionalmente divorciada de sus proyectos». Shadowrun fue finalmente completado para su fecha límite. Kidd acredita esto a los jefes absteniéndose de las reuniones y los talleres de la compañía, y manteniendo continuamente el control lejos de los diseñadores.
Shadowrun fue lanzado en Norteamérica y Japón por Data East. En las regiones PAL fue distribuido por el propio Beam Software como Laser Beam Entertainment. La versión japonesa de 1994 tiene una secuencia de introducción mucho más larga que la versión inglesa del juego, y también tiene un logo sin comprimir de Shadowrun en la pantalla de título. Utiliza el mismo guion que las ediciones norteamericana y europea, pero con subtítulos en japonés.

## Recepción
El juego tuvo una recepción crítica positiva y buenas reseñas. Shadowrun recibió un número de premios de varias publicaciones, incluyendo el título al mejor RPG del año de VideoGames, Electronic Games y Game Informer, y fue un finalista de GamePro (quedando atrás de Secret of Mana). El juego obtuvo el segundo lugar en la premiación de Nintendo Power en la categoría «más innovador (Super NES)», además de ser nominado en la categoría «para el desafío», donde Nintendo Power lo describió como «uno de los mejores juegos de ciencia ficción jamás hechos». Sin embargo, el juego vendió mal, en parte debido a los bajos números de copias enviadas.
Shadowrun ha sido bien recibido en muchas listas y artículos retrospectivos. Fue listado como el 34.º mejor juego de Super NES por Super Play en 1996, al igual que el 48.º mejor juego de cualquier plataforma de Nintendo por Nintendo Power en 1997. Clasificándolo como el 77.º mejor juego de Super NES en 2011, IGN comentó que, aunque Shadowrun «no lograra alejarse mucho de todos los estereotipos RPG», aun así fue «un hito para la introducción del estilo del cine negro en la industria de los videojuegos, por lo que podemos perdonar que el juego solo sea un 90% innovador». El juego también fue citado como un logro importante en el uso del cine negro en los videojuegos por Game Informer, diciendo que «la música ambiental y las calles oscuras de Shadowrun establecen el tono sombrío para las conversaciones curiosas y la narrativa autorreflexiva de este RPG». Game Informer también clasificó a Shadowrun en el 125.º lugar en su lista de los mejores videojuegos de todos los tiempos en 2009. IGN Australia listó a Shadowrun entre sus videojuegos australianos favoritos en 2010, escribiendo que «sin duda alguna, uno de los mejores clásicos subexpuestos de la era de la SNES» por presentarle a los jugadores «una narrativa madura, personajes fuertes y un telón de fondo distópico», mezclados con elementos de RPG tradicionales de una manera «irresistible». Ese mismo año, 1UP.com incluyó a Shadowrun en su lista de los 15 juegos «adelantados a su época» por su uso de un sistema de diálogo de palabras clave, común para los juegos de PC, pero raro en los juegos de consola de la época. En 1996, GamesMaster clasificó a Shadowrun en el 9.º puesto del «Top 10 de SNES de GamesMaster».
En 2002, GameSpot lo incluyó en la lista de videojuegos que deberían tener un remake, y comparó a este «RPG innovador» que estaba «realmente adelantado a su época» con el más reciente Planescape: Torment. Un remake del juego también fue pedido por Sam Bandah de X360, quien lo llamó «más bien excelente», un «clásico poco conocido» y «un RPG cyberpunk clásico que ruega volver», y dijo que: «Shadowrun sería un juego perfecto para hacerle un remake como un RPG al estilo de Mass Effect – tal vez con el sistema de conversación del tristemente denostado Alpha Protocol». En 2012, GamesRadar clasificó a esta «historia increíblemente única al estilo cine negro» como la tercera mejor «franquicia clásica de culto» que debería tener un reboot de forma similar a X-COM.

## Legado
Dos videojuegos de rol con licencia compartida del mismo nombre fueron lanzados alrededor de la misma época por desarrolladores y distribuidores diferentes: el título de Sega Genesis de 1994 exclusivo de Norteamérica por BlueSky Software y Sega, y el título de Sega Mega-CD de 1995 exclusivo de Japón por Group SNE y Compile. El argumento y la jugabilidad de Shadowrun de Super NES son completamente distintos de estos dos juegos. En 2007, FASA Studio y Microsoft Studios lanzaron una adaptación de la franquicia como shooter multijugador en primera persona para la Xbox 360 y Microsoft Windows.
El RPG de PC de 1998 Alien Earth fue declarado una secuela espiritual de Shadowrun por Beam Software (quienes desarrollaron ambos juegos), con el productor David Giles diciendo que esperaba «retener los elementos de RPG/combate/aventura de la jugabilidad del original que le había gustado a la gente, pero mejorando su lado gráfico».
En 2012, Harebrained Schemes anunció que produciría un nuevo videojuego de rol de Shadowrun, Shadowrun Returns, el cual sería financiado por medio de Kickstarter. Como resultado de la campaña de Kickstarter alcanzando su meta de 1,5 millones de dólares, el creador original de Shadowrun y fundador de la corporación FASA, Jordan Weisman, anunció que el juego ahora dispondría de una historia adicional que enlazaría el juego nuevo con las versiones de Super NES y Sega Genesis. En un principio, este contenido extra estuvo disponible únicamente para los patrocinadores, y sería lanzado al público un tiempo después. El protagonista del juego de Super NES, Jake Armitage, aparece en Shadowrun Returns tanto como parte de la trama principal del juego como un NPC que el jugador podrá contratar para que lo acompañe en varias misiones.